# Gobernador de Mérida

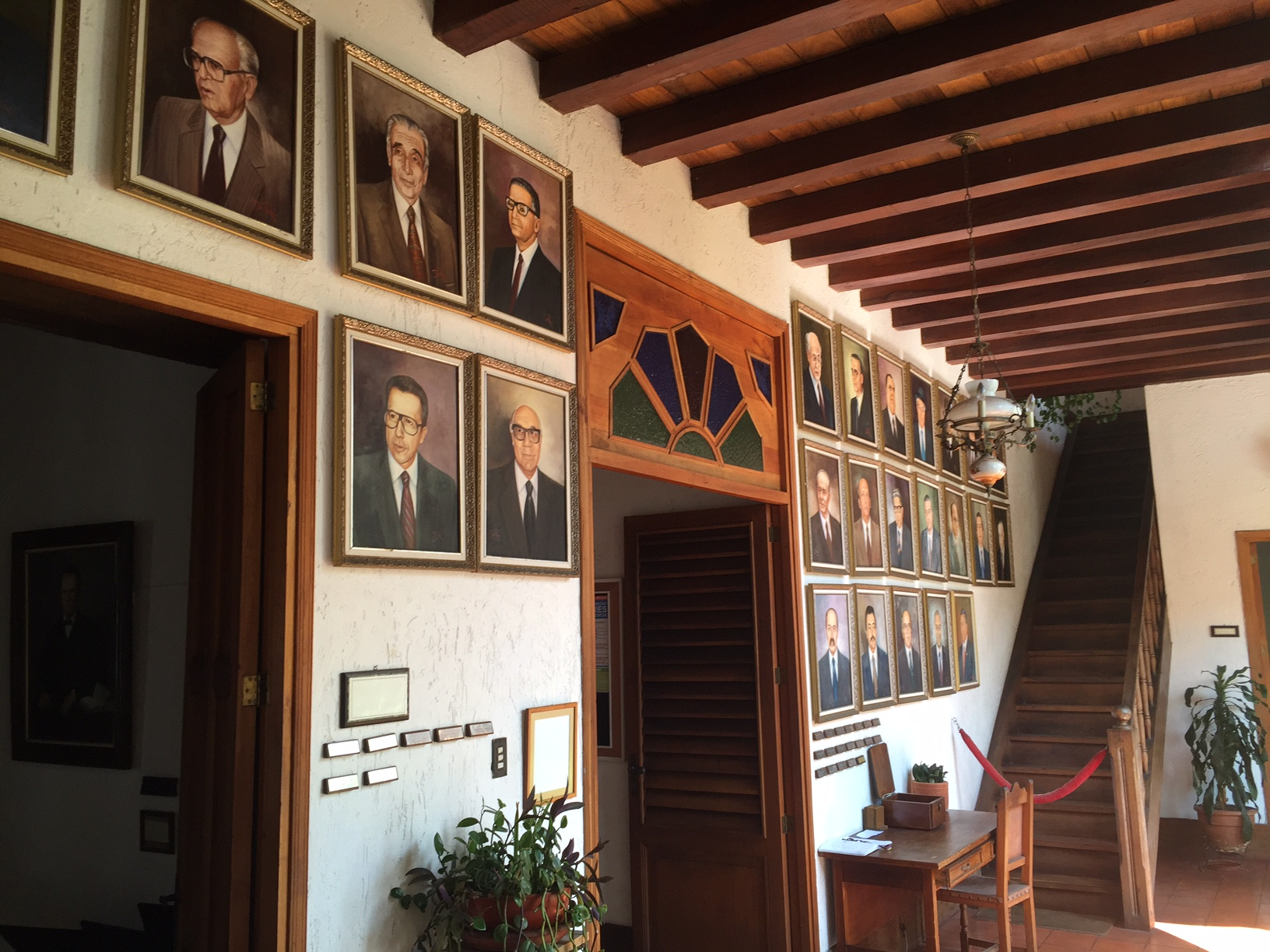
Galería de Gobernadores de Mérida en la antigua Casa de los Gobernadores

El gobernador del estado Mérida en Venezuela es el jefe del ejecutivo del estadal y encabeza un gabinete de secretarios estadales nombrados por él mismo y de su confianza.
Es elegido mediante voto universal, directo y secreto para un periodo de cuatro años, con la posibilidad de reelección inmediata e indefinida por el pueblo merideño. El cargo es revocable a la mitad de su periodo. Se encarga de dirigir la acción del gobierno y es responsable ante el Consejo Legislativo del Estado Mérida, al que debe rendir cuentas anualmente. Debe hacer cumplir la Constitución Nacional, la Constitución del estado Mérida, y las leyes nacionales y estadales.
Hasta 1989 los gobernadores eran designados por el poder ejecutivo nacional, desde entonces varios partidos se han alternado en la gobernación.
En las elecciones regionales del año 2000 Florencio Porras fue electo como el primer gobernador de este estado que no pertenecía a Acción Democrática o a COPEI, bipartidismo que tradicionalmente había gobernado el estado. Desde ese año el oficialismo (MVR, posteriormente PSUV) gobernó ininterrumpidamente hasta el año 2017.
En las Elecciones regionales de 2017 Acción Democrática, junto a COPEI y a la Mesa de la Unidad Democrática, de la mano de Ramón Guevara Jaimes, vuelven al gobierno regional.
El actual gobernador del estado Mérida es Jehyson Guzmán, que resultó electo en las Elecciones Regionales del 21 de noviembre de 2021, y quién tomó posesión el 1 de diciembre de 2021.

## Gobernadores de Mérida

### Período colonial
La siguiente lista incluye a los gobernadores de Mérida desde la fundación de la ciudad.
| N.º | Gobernador                     | Período   |  | Nota                                                                       | Ref. |
| --- | ------------------------------ | --------- |  | -------------------------------------------------------------------------- | ---- |
| 1º. | Pedro Bravo de Molina          |           |  | Designado por el conquistador Juan de Maldonado y Ordóñez de Villaquirán.  |      |
|     | Rodrigo Téllez de las Peñas    | 1575 1578 |  |                                                                            |      |
|     | Félix Fernández de Guzmán      | 1639 1644 |  | Como gobernador y capitán general de la provincia de Mérida y de La Grita. |      |
|     | Francisco Martínez de Espinoza | 1644 1651 |  | Como gobernador y capitán general de la provincia de Mérida y de La Grita. |      |
|     | Juan Bravo de Acuña            | 1651 1658 |  | Como gobernador y capitán general de la provincia de Mérida y de La Grita. |      |
|     | Tomás de Torres Ayala          | 1658 1663 |  | Como gobernador y capitán general de la provincia de Mérida y de La Grita. |      |
|     | Gabriel Guerrero de Sandoval   | 1664 1666 |  | Como gobernador y capitán general de la provincia de Mérida y de La Grita. |      |
|     | Pedro de Mur y Soldevilla      | 1666 1667 |  | Como gobernador y capitán general de la provincia de Mérida y de La Grita. |      |
|     | Pedro de Biedma                | 1668 1673 |  | Como gobernador y capitán general de la provincia de Mérida y de La Grita. |      |
|     | Jorge de Madureira Ferreira    | 1675 1681 |  | Como gobernador y capitán general de la provincia de Mérida y de La Grita. |      |
|     | Gaspar Mateo de Acosta         | 1694 1703 |  | Como gobernador y capitán general de la provincia de Mérida y de La Grita. |      |

### Período republicano
| Leyenda: | Independiente u otros | Dictadura militar | Acción Democrática | COPEI | MVR\|GPP-PSUV |

1904-1905. Falleció en el cargo. Esta enterrado en la Iglesia de Mucurubá. 

| N.º  | Gobernador                  | Período     | Partido       | Nota                                                                                             | Ref.  |
| ---- | --------------------------- | ----------- | ------------- | ------------------------------------------------------------------------------------------------ | ----- |
|      | Juan de Dios Picón          | 1831 1835   |               | Como gobernador y capitán general de la provincia de Mérida y de La Grita.                       |       |
|      | Gabriel Picón               |             |               | Como gobernador y capitán general de la provincia de Mérida y de La Grita.                       |       |
|      | Juan de Dios Picón          | 1844 1848   |               | Como gobernador y capitán general de la provincia de Mérida y de La Grita.                       | [ 1 ] |
|      | Juan Bautista Araujo        | 1882 1883   |               | Como presidente del estado Los Andes.                                                            | [ 1 ] |
|      | Rosendo Medina              | 1884-1885   |               | Como presidente del estado Los Andes.                                                            | [ 1 ] |
|      | Francisco Alvarado          | 1886-1887   |               | Como presidente del estado Los Andes.                                                            | [ 1 ] |
|      | Carlos Rangel Garbiras      | 1888-1889   |               | Como presidente del estado Los Andes.                                                            | [ 1 ] |
|      | José Manuel Baptista        | 1890-1891   |               | Como presidente del estado Los Andes.                                                            | [ 1 ] |
|      | Victorino Márquez Bustillos | 1892        |               | Como presidente del estado Los Andes.                                                            | [ 1 ] |
|      | Leopoldo Baptista           | 1893        |               | Como presidente del estado Los Andes.                                                            | [ 1 ] |
|      | Atilano Vizcarrondo         | 1895        |               | Como presidente del estado Los Andes.                                                            | [ 1 ] |
|      | Espíritu Santo Morales      | 1898 1899   |               | Como presidente del estado Los Andes.                                                            | [ 1 ] |
|      | Emilio Rivas                | 1899-1900   |               | Como presidente del estado Mérida                                                                | [ 1 ] |
|      | Esteban Chalbaud Cardona    | 1902-1904   |               | Como presidente del estado Mérida                                                                | [ 1 ] |
|      | Santiago Briceño            | 1904        |               | Como presidente del estado Mérida                                                                | [ 1 ] |
|      | José Ignacio Lares          | 1905-1907   |               | Como presidente del estado Mérida                                                                | [ 1 ] |
|      | Amador Uzcátegui G.         | 1908-1909   |               | Como presidente del estado Mérida                                                                | [ 1 ] |
|      | Esteban Chalbaud Cardona    | 1910 1914   |               | Como presidente del estado Mérida                                                                | [ 1 ] |
|      | Amador Uzcátegui G.         | 1914-1926   |               | Como presidente del estado Mérida                                                                | [ 1 ] |
|      | Isilio Febres Cordero       | 1926-1927   |               | Como presidente del estado Mérida                                                                | [ 1 ] |
|      | José R. Dávila              | 1927-1930   |               | Como presidente del estado Mérida                                                                | [ 1 ] |
| 9º.  | Tulio Chiossone Villamizar  | 1942 1945   | PDV           | Como presidente del estado Mérida                                                                |       |
| 10º. | Alberto Carnevalli          | 1945 1946   | AD            |                                                                                                  |       |
| 11º. | Antonio Parra León          | 1947 1948   | AD            |                                                                                                  |       |
| 12º. | José Barrios Mora           | 1948 ¿1951? | COPEI         |                                                                                                  |       |
| 13º. | Alberto Paoli Chalbaud      | 1951 1952   | Independiente | Dictadura militar                                                                                |       |
| 14º. | Vicente Tálamo Pacheco      | 1953 1958   | Independiente | Dictadura militar                                                                                |       |
| 15º. | Carlos Febres Poveda        | 1959 1960   | COPEI         | Como gobernador designado                                                                        |       |
| 16º. | Pedro Espinosa Viloria      | 1960 1962   | AD            | Como gobernador designado                                                                        |       |
| 17º. |                             | 1962 1964   | COPEI         | Como gobernador designado                                                                        |       |
| 18º. | José Nucete Sardi           | 1964 1965   | AD            | Como gobernador designado                                                                        |       |
| 19º. | Edilberto Moreno Peña       | 1965 1967   | AD            | Como gobernador designado                                                                        |       |
| 20º. | Ramón Augusto Obando        | 1967 1967   | AD            | Como gobernador designado                                                                        |       |
| 21º. | Gustavo López               | 1967 1968   | AD            | Como gobernador designado                                                                        |       |
| 22º. | Jesús Moreno Rangel         | 1968 1968   | AD            | Como gobernador designado                                                                        |       |
| 23º. | Germán Briceño Ferrigni     | 1969 1973   | COPEI         | Como gobernador designado                                                                        |       |
| 24º. | Bernardo Celis              | 1973 1974   | COPEI         | Como gobernador designado                                                                        |       |
| 25º. | Rigoberto Henríquez Vera    | 1974 1979   | AD            | Como gobernador designado                                                                        |       |
| 26º. | Reinaldo Chalbaud Zerpa     | 1979 1980   | COPEI         | Como gobernador designado                                                                        |       |
| 27º. | Edecio La Riva Araujo       | 1981 1982   | COPEI         | Como gobernador designado                                                                        |       |
| 28.º | Germán Monzón Salas         | 1983 1984   | COPEI         | Como gobernador designado                                                                        |       |
| 29.º | Williams Dávila             | 1984 1986   | AD            | Como gobernador designado                                                                        |       |
| 30.º | Carlos Consalvi Bottaro     | 1986 1987   | AD            | Como gobernador designado                                                                        |       |
| 31.º | Ramón Vicente Casanova      | 1987 1987   | AD            | Como gobernador designado                                                                        |       |
| 32.º | Orlando Gutiérrez           | 1988 1989   | AD            | Como gobernador designado                                                                        |       |
| 33º. | Alexis Paparoni             | 1989 1989   | AD            | Como gobernador designado                                                                        |       |
| 34º. | Jesús Rondón Nucete         | 1990 1996   | COPEI         | Primer gobernador bajo elecciones directas.                                                      |       |
| 35º. | Williams Dávila             | 1996 2000   | AD            | En el año 2000 se realizaron elecciones adelantadas por la aprobación de una nueva constitución. |       |
| 36º. | Florencio Porras            | 2000 2008   | MVR           |                                                                                                  |       |
| 37º. | Marcos Díaz                 | 2008 2012   | PSUV          |                                                                                                  |       |
| 38º. | Alexis Ramírez              | 2012 2017   | PSUV          |                                                                                                  |       |
| 39º. | Ramón Guevara               | 2017 2021   | AD            |                                                                                                  |       |
| 40º. | Jehyson Guzmán              | 2021 2025   | PSUV          | Segundo gobernador bajo elecciones directas.                                                     |       |
| 41°. | Richard José Lobo Sivoli    | 2025        | PSUV          | gobernador encargado tras la renuncia de Guzman.                                                 |       |
| 42°. | Arnaldo Sánchez             | 2025 2029   | PSUV          | Octavo gobernador bajo elecciones directas.                                                      |       |

Nota: Faltan algunos gobernadores de los cuales no hay información.